# Anderson Lago Zeze
Anderson Lago Zeze (13 de julio de 1989, Abiyán) es un jugador costamarfileño con pasaporte checo que actualmente juega en el Club Deportivo Laudio.
Zeze empezó su carrera futbolística en la Académie de Sol Beni perteneciente a la prestigiosa escuela de fútbol del ASEC Mimosas. El 1 de agosto de 2008 firmó contrato con el SK Kladno de la República Checa. Hizo su debut como profesional en la Gambrinus Liga el 28 de octubre de 2008 en un partido disputado contra el 1. FC Brno. Ha sido internacional con las categorías inferiores de Costa de Marfil.

## Clubes
| Club                  | País            | Año       |
| --------------------- | --------------- | --------- |
| SK Kladno             | República Checa | 2008-2010 |
| SK Střešovice         | República Checa | 2010      |
| FK Viktoria Žižkov    | República Checa | 2010-2011 |
| Club Deportivo Laudio | España          | 2011-     |